# Dorcadion loarrense
Dorcadion loarrense är en skalbaggsart som först beskrevs av Berger 1997.  Dorcadion loarrense ingår i släktet Dorcadion och familjen långhorningar. Inga underarter finns listade i Catalogue of Life.